# Tunnel de lave Thurston
Le tunnel de lave Thurston, en anglais Thurston Lava Tube, en hawaïen Nāhuku, est un tunnel de lave des États-Unis situé à Hawaï, sur les flancs du Kīlauea, à l'est de la caldeira sommitale et du Kīlauea Iki. Découvert en 1913, il est accessible aux touristes avec notamment un éclairage électrique et des aménagements piétons.

## Géographie

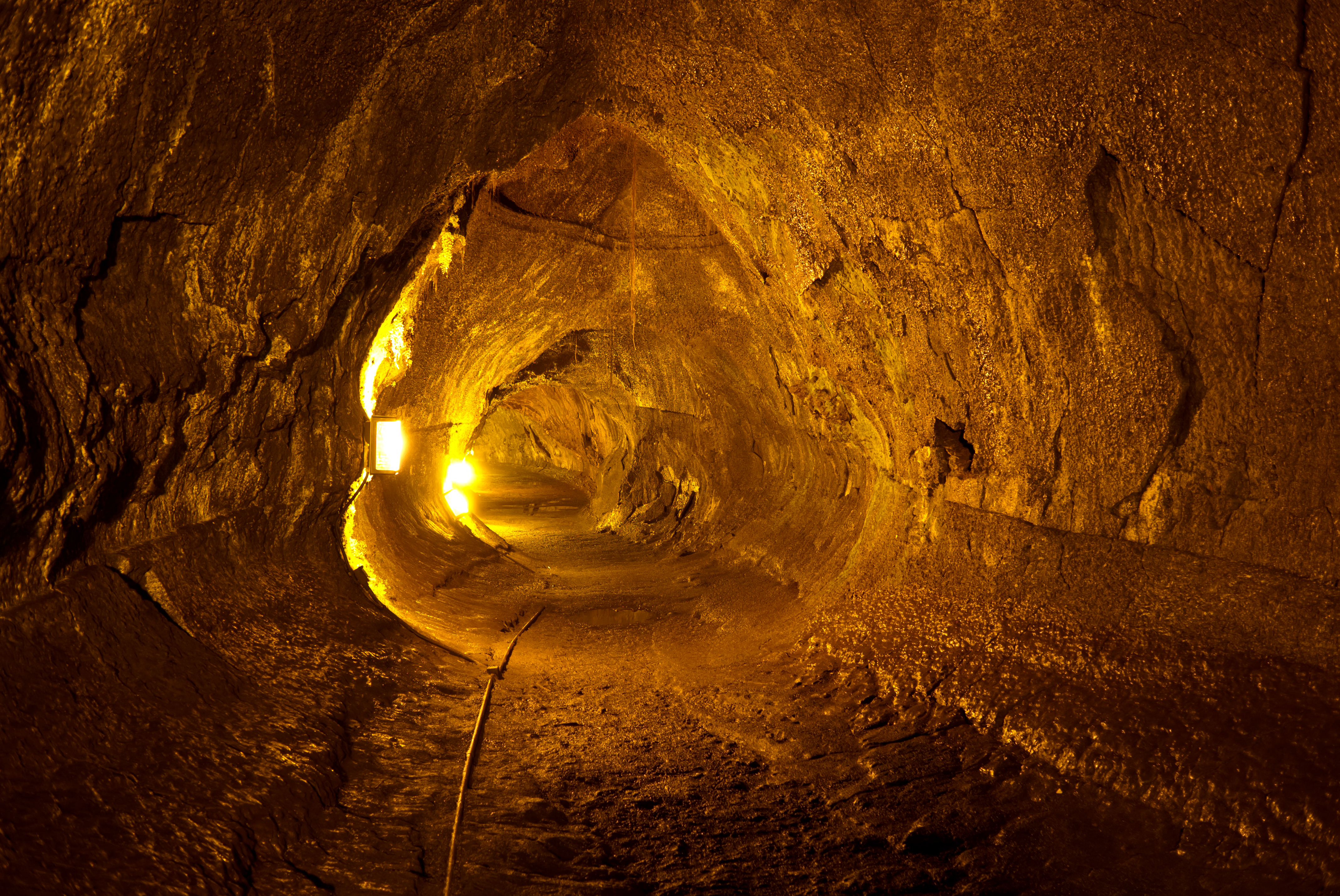
Vue de l'intérieur du tunnel de lave : les parois lisses comportent encore la marque du niveau de la lave et des racines pendent du plafond.

Le tunnel de lave Thurston est situé aux États-Unis, dans le Sud-Est de l'archipel, de l'île et de l'État d'Hawaï, au sommet du Kīlauea, dans le district de Puna du comté d'Hawaï. Juste à l'ouest se trouve le cratère Kīlauea Iki et plus loin la caldeira du Kīlauea dont il est séparé par la Chain of Craters Road qui fait le tour du sommet du volcan,. Il est inclus dans le parc national des volcans d'Hawaï. Juste à côté se trouvent les Twin Pit Craters, l'une des extrémités du tunnel de lave débouche dans l'un de ces cratères, et au nord, à l'est et au sud s'étendent les flancs du Kīlauea recouverts d'une forêt tropicale,.
Il est accessible par un petit sentier en boucle d'environ 500 mètres de longueur qui démarre du parking situé sur la Chain of Craters Road et desservi par deux sentiers de randonnée, le Crater Rim Trail qui fait le tour de la caldeira et le Kīlauea Iki Trail parcourant le cratère du même nom,,. En une vingtaine de minutes de marche à travers une forêt tropicale humide de fougères arborescentes sur le fond d'un des deux Twin Pit Craters, l'accès au tunnel de lave est atteint,,. À l'intérieur, la cavité s'étend sur plusieurs dizaines de mètres mais dont seuls les 150 premiers sont éclairés par des lampes électriques,. Le reste est accessible mais nécessite d'apporter son propre moyen d'éclairage et de demander l'autorisation aux services du parc national,. Le tunnel de lave est de forme grossièrement circulaire, de diamètre plus ou moins constant et sa pente est de 2 %. Son sol, ses parois et son plafond ont un aspect lisse et ses murs présentent encore la marque de l'ancien niveau de la lave. Les racines des arbres de la forêt qui poussent en surface parviennent à atteindre l'intérieur du tunnel et par endroits pendent du plafond,. Ces racines constituent la seule nourriture à la faune cavernicole qui s'est développée dans le tunnel de lave comme des insectes et des araignées. La sortie se fait via un effondrement d'une partie du toit du tunnel de lave.

## Histoire

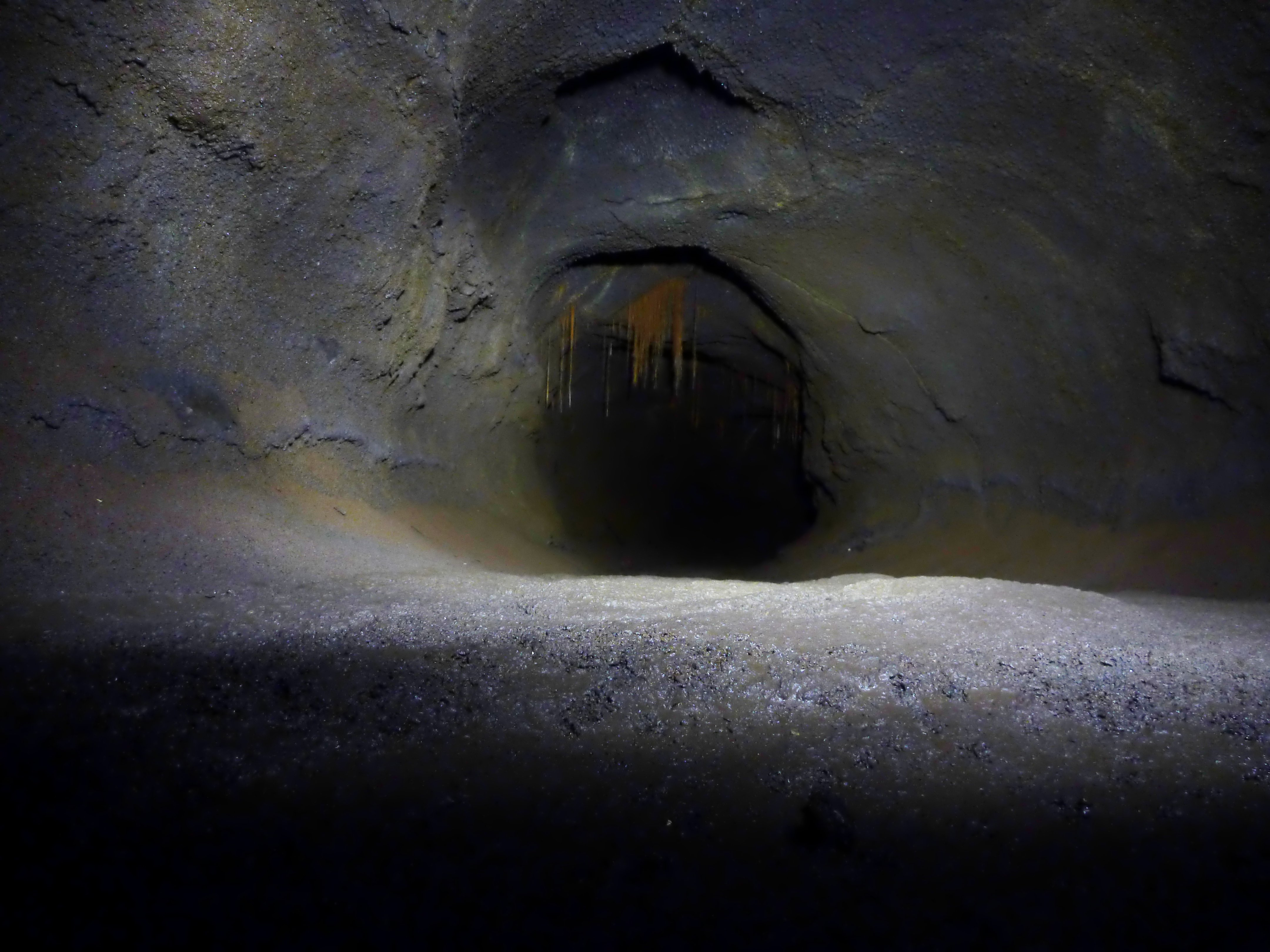
Vue de la partie non éclairée du tunnel de lave.

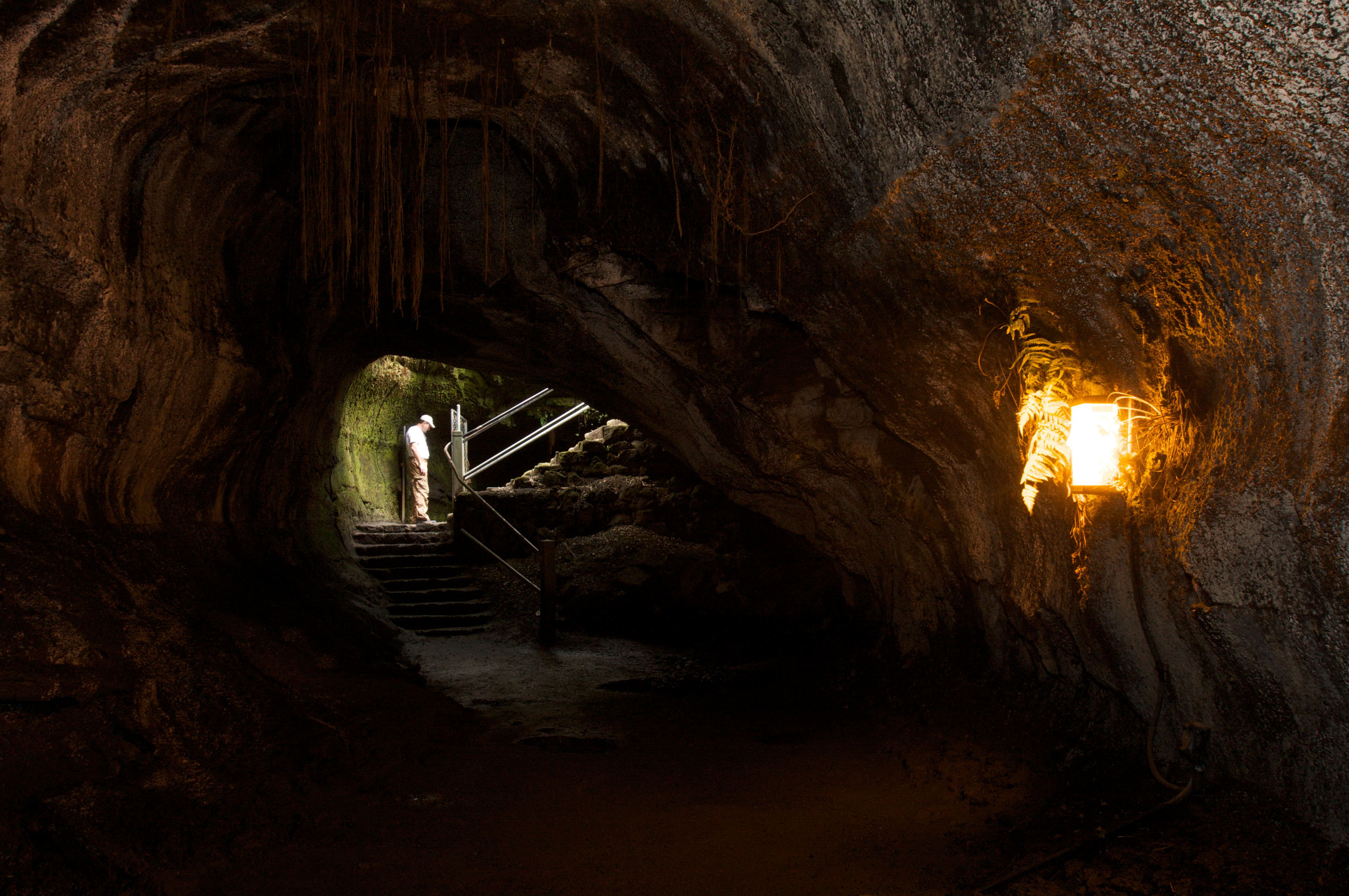
La sortie du tunnel de lave à travers un effondrement de son toit.

Le tunnel s'est formé il y a 350 à 500 ans au cours d'une éruption du Ailaʻau, une ancienne bouche éruptive du Kīlauea se trouvant à l'emplacement des actuels Kīlauea Iki et Twin Pit Craters,. Une coulée de lave pāhoehoe a alors progressé sur le flanc oriental du Kīlauea en direction de l'actuelle Hilo en recouvrant toute cette partie du volcan. S'étant suffisamment refroidie, la croûte supérieure de la coulée a créé un toit, la lave liquide continuant de s'écouler à l'intérieur de la cavité ainsi formée,,,.
Il est découvert en 1913 par Lorrin Thurston, un journaliste hawaïen,,. Il présente encore à cette époque des stalactites de lave mais celles-ci sont emportées comme souvenir par les premiers touristes,,.

## Tourisme
Le tunnel de lave Thurston peut se visiter toute l'année sans restrictions comme il peut exister dans d'autres parties du parc national en raison de l'activité volcanique. Son entrée est libre mais il n'est accessible qu'en franchissant les limites du parc dont l'entrée est payante. Des toilettes publiques abritées dans un bâtiment construit dans le style rustique du National Park Service – la Thurston Lava Tube Comfort Station – sont accessibles à proximité.